# A mí me aplauden
A mí me aplauden es un libro del uruguayo Diego Fischer. Fue editado por la Editorial Sudamericana en 2012.

## Reseña
«A mí me aplauden. Las historias que China no contó». El periodista y escritor Diego Fischer hace una investigación sobre la vida de Concepción Matilde Zorrilla de San Martín Muñoz, conocida como China Zorrilla nacida en Montevideo, el 14 de marzo de 1922 y fallecida el 17 de septiembre de 2014, fue una multipremiada actriz, comediante, filántropa y directora uruguaya.
El libro contiene material biográfico sobre su familia, sus padres Guma Muñoz del Campo y José Luis Zorrilla de San Martín escultor, su hermana Guma Zorrilla, sus abuelos Concepción Blanco Sienra y Juan Zorrilla de San Martín. Relata sus viajes por Europa y está acompañado de fotografías inéditas. Fue presentado en el Museo Zorrilla de Montevideo, con la presencia de la periodista y profesora uruguaya María Inés Obaldía.
El libro cuenta con diez ediciones.
En mayo, septiembre y octubre de 2014 estuvo entre diez libros más vendidos en Uruguay.